# Jayavarman II
Jayavarman II (fl. IX secolo) fu il fondatore dell'Impero Khmer ed il suo regno durò (le date sono incerte) dall'802 all'840.
Egli costituì il culto devaraja come religione ufficiale di stato, e riunificò l'antico regno di Chenla, che espanse fino a formare l'impero Khmer.
Secondo una stele risalente al 1052 e rinvenuta a Sdok Kok Thom (ora al confine con la Thailandia, nella regione di Prachinburi), Jayavarman II sarebbe giunto da Giava (Java) per prendere posto sul trono degli Khmer come vassallo di Giava intorno all'800 d.C. Da questo regno avrebbe dichiarato l'indipendenza del Kambuja nell'802, nello stesso anno in cui si proclamò devaraja (o dio-re) secondo il rito induista. 
Secondo una diversa interpretazione della stele di Sdok Kak Thom, avanzata da Vickery, Jayavarman II non sarebbe affatto tornato da un esilio a Giava. I reperti e le fonti storiche indicano effettivamente il susseguirsi di raid dall'Indonesia nell'entroterra Khmer, ma non un'occupazione permanente. Questi raid, peraltro, provenivano dal regno di Srivijaya, che era basato a Sumatra e non a Giava. L'interpretazione data da Vickery, quindi, è che il ritorno di Jayavarman II sia avvenuto dal Champa ('Chvea') e non da Giava ('Java').
Egli stabilì la sua prima capitale a Indrapura nel basso corso del fiume Mekong, poi a Hariharalaya, e in seguito a Mahendrapura, nella regione appena  a nord del Tonle Sap (grande lago), vicino ad Angkor (che successivamente fu la capitale dell'Impero Khmer per 600 anni). Sotto la sua abile guida, furono unificati i due principati del Chenla di Terra e Chenla del Mare, e la nuova nazione fu chiamata Kambuja dal nome della sua famiglia. Da lì in poi cominciò la lunga storia dei principi del Kambuja, resi anche famosi dalla città di Angkor.
L'inizio dell'era del regno Khmer è convenzionalmente l'802. In quell'anno il re Jayavarman II si autoproclamò "Chakravartim", cioè re del mondo. Non è possibile dire, però, se e da quanto tempo già regnasse senza essersi dichiarato tale. La prima iscrizione che lo nomina in vita risale al 770 d.C., ma non ne è specificata l'età. La fine del regno potrebbe individuarsi dopo l'anno 830, momento in cui le iscrizioni indicano come regnante il figlio, Jayavarman III, succedutogli al trono.